# Netra (Fluss)
Die Netra ist ein 13,2 km langer, östlicher, orografisch rechter Nebenfluss der Sontra im Ringgau (Naturraum 483.4) im Werra-Meißner-Kreis im östlichen Nordhessen. Sie verläuft, mit Ausnahme der letzten 1,5 km, ausschließlich innerhalb der Gemeinde Ringgau.

## Name
Um 1140 wurde der Fluss erstmals schriftlich erwähnt („in pago Nedere circa flumen Nederaha“). Der Name setzt sich aus den beiden althochdeutschen Wörtern aha 'Fließgewässer' und nidar 'unten, nieder' zusammen.

## Hydrologie und Geologie
Die Netra ist ein Fließgewässer des Typs 7: Grobmaterialreicher, karbonatischer Mittelgebirgsbach.
Sie verläuft im Zentrum des Ringgaus im Netra–Creuzburger Graben bzw. innerhalb dessen in der trogartigen Mulde der Netra-Ifta-Talung (Naturraum 483.42, auch Netra-Ifta-Graben genannt), die nach Südosten über die Ifta zur Werra und nach Nordwesten über die Netra zur Sontra entwässert wird. Sie teilt daher, zusammen mit der Ifta, das Muschelkalk-Plateau des Ringgaus in Westnordwest-Ostsüdost-Richtung in den Nördlichen und den Südlichen Ringgau.

## Verlauf

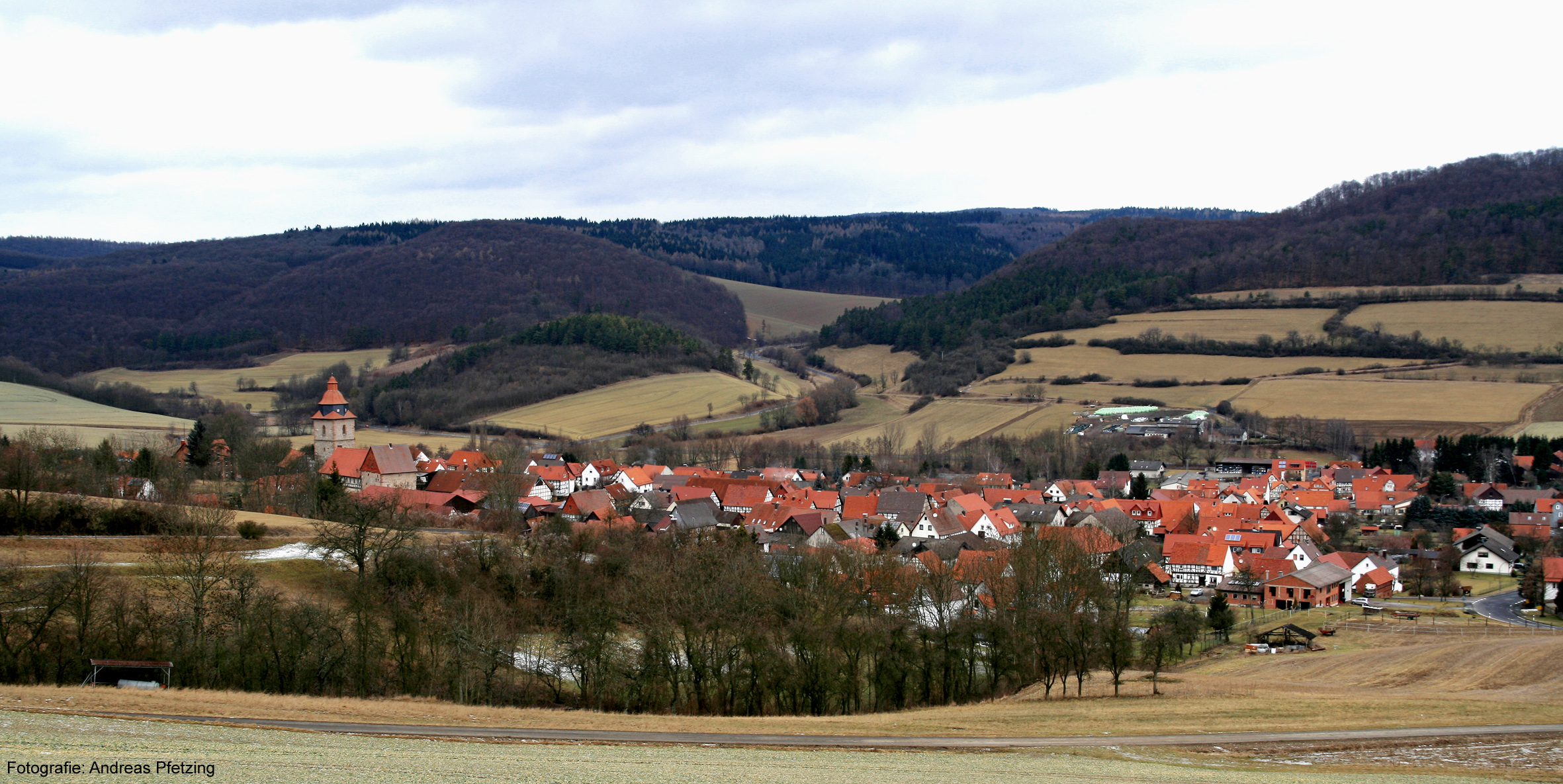
Blick auf Röhrda und das Tal der Netra mit dem von Norden hinzufließenden Lautenbach

Die Netra entspringt ungefähr 1,5 km westlich der hessischen Landesgrenze zu Thüringen etwa 600 m westsüdwestlich von Rittmannshausen und 200 m südlich der Bundesstraße 7 auf 332 m ü. NN am Fuß des Nordhangs des Eichenbergs (388,9 m). Nur etwa 800 m weiter östlich befindet sich die Quelle des 2,9 km langen und nach Osten abfließenden Sommerbachs, eines der Quellbäche der Ifta.
Die Netra fließt dann in allgemein westnordwestlicher Richtung nach Netra, das sie am südlichen Ortsrand passiert. Am westlichen Ortsrand, unmittelbar bei der Wasserburg Netra, nimmt sie den von Norden kommenden kleinen Leimbach auf. Bei ihrem weiteren Verlauf in westnordwestlicher Richtung nach Röhrda fließt ihr zunächst unmittelbar westlich der Wiesenmühle der Renderothsgraben von Süden her zu, dann am östlichen Ortsrand von Röhrda der Zielecksgraben, ebenfalls von Süden. Das Dorf Röhrda umgeht die Netra am nördlichen Ortsrand, ehe sie dann am westlichen Ortsende den von Norden herankommenden Lautenbach aufnimmt. Danach durchfließt sie das Dorf Datterode, wo von Norden der Hasselbach und dann von Süden der Harmuthsbach einmünden.
Etwa 1 km weiter westlich nimmt die Netra einen vom im Norden gelegenen Spitzenberg (422,8 m) kommenden weiteren Bach auf und biegt dann leicht in westliche Richtung ab. Kurz danach tritt sie die Gemarkung von Wichmannshausen ein, einem Stadtteil von Sontra, und mündet schließlich, nach Unterqueren der seit 2017 im Bau befindlichen Netratalbrücke (Bundesautobahn 44) und der Bundesstraße 7, nördlich von Wichmannshausen und unmittelbar südlich vom Haus beim Heuberg auf 195 m ü. NN in die Sontra.

## Verkehr
In seiner gesamten Länge wird das Tal der Netra von der Bundesstraße 7 (Kassel-Eisenach) genutzt, die entlang des Nordufers des kleinen Flusses verläuft.